# Acrotomodes erodita
Acrotomodes erodita är en fjärilsart som beskrevs av Debauche 1937. Acrotomodes erodita ingår i släktet Acrotomodes och familjen mätare. Inga underarter finns listade i Catalogue of Life.